# 2020–2021-es Európa-liga (csoportkör)
A 2020–2021-es Európa-liga csoportkörének mérkőzéseit 2020. október 22. és december 10. között játszották le. A csoportkörben 48 csapat vett részt, melyből 24 csapat jutott tovább az egyenes kieséses szakaszba.

## Sorsolás
A csoportkör sorsolását 2020. október 2-án közép-európai idő szerint 13 órától tartották Nyonban.
A csapatokat 4 kalapba sorolták be a csapatok 2020-as UEFA-együtthatóik sorrendjében.
A 48 csapatot 12 darab négycsapatos csoportba sorsolták. Azonos országból érkező csapatok, valamint az orosz és ukrán csapatok nem kerülhetnek azonos csoportba. Az azonos nemzetű csapatokból párokat alakítottak ki, amelyeket hat csoportra nézve is szétosztottak (A–F, G–L), a televíziós közvetítések miatt. A párokat az UEFA határozta meg.
- A Arsenal és Tottenham Hotspur
- B Napoli és Milan
- C Benfica és Braga
- D Bayer Leverkusen és 1899 Hoffenheim
- E Villarreal és Real Sociedad
- F Gent és Standard Liège
- G PSV Eindhoven és Feyenoord
- H Celtic és Rangers
- I Dinamo Zagreb és Rijeka
- J Sparta Praha és Slavia Praha
- K Ludogorec Razgrad és CSZKA Szofija
- L Rapid Wien és LASK
- M PAÓK és AÉK
- N Makkabi Tel-Aviv és Hapóél Beér-Seva
- O Lille és Nice

A mérkőzéseket csütörtöki napokon játsszák. A játéknapok: október 22., október 29., november 5., november 26., december 3., december 10. A mérkőzések közép-európai idő szerint 18:55-kor és 21:00-kor kezdődnek. A végleges menetrendet a sorsolás után, számítógéppel állították össze.
| Játéknap    | Mérkőzések   |
| ----------- | ------------ |
| 1. játéknap | 2 – 3, 4 – 1 |
| 2. játéknap | 1 – 2, 3 – 4 |
| 3. játéknap | 3 – 1, 2 – 4 |

| Játéknap    | Mérkőzések   |
| ----------- | ------------ |
| 4. játéknap | 1 – 3, 4 – 2 |
| 5. játéknap | 3 – 2, 1 – 4 |
| 6. játéknap | 2 – 1, 4 – 3 |

## Csapatok
Az alábbi csapatok vettek részt a csoportkörben:
- 17 csapat ebben a körben lépett be
- 21 győztes csapat a rájátszásból (8 a bajnoki ágról, 13 a főágról)
- 6 vesztes csapat a UEFA-bajnokok ligája rájátszásából (4 a bajnoki ágról, 2 a nem bajnoki ágról)
- 4 vesztes csapat a UEFA-bajnokok ligája 3. selejtezőkörének nem bajnoki ágáról

| Csapat            | Együttható |
| ----------------- | ---------- |
| Arsenal           | 91,000     |
| Tottenham Hotspur | 85,000     |
| Roma              | 80,000     |
| Napoli            | 77,000     |
| Benfica           | 70,000     |
| Bayer Leverkusen  | 61,000     |
| Villarreal        | 56,000     |
| CSZKA Moszkva     | 44,000     |
| Braga             | 41,000     |
| Gent              | 39,500     |
| PSV Eindhoven     | 37,000     |
| Celtic            | 34,000     |

| Csapat            | Együttható |
| ----------------- | ---------- |
| Dinamo Zagreb     | 33,500     |
| Sparta Praha      | 30,500     |
| Slavia Praha      | 27,500     |
| Ludogorec Razgrad | 26,000     |
| Young Boys        | 25,500     |
| Crvena zvezda     | 22,750     |
| Rapid Wien        | 22,000     |
| Leicester City    | 22,000     |
| Qarabağ           | 21,000     |
| PAÓK              | 21,000     |
| Standard Liège    | 20,500     |
| Real Sociedad     | 20,456     |

| Csapat           | Együttható |
| ---------------- | ---------- |
| Granada          | 20,456     |
| Milan            | 19,000     |
| AZ               | 18,500     |
| Feyenoord        | 17,000     |
| AÉK              | 16,500     |
| Makkabi Tel-Aviv | 16,500     |
| Rangers          | 16,250     |
| Molde            | 15,000     |
| 1899 Hoffenheim  | 14,956     |
| LASK             | 14,000     |
| Hapóél Beér-Seva | 14,000     |
| CFR Cluj         | 12,500     |

| Csapat         | Együttható |
| -------------- | ---------- |
| Zorja Luhanszk | 12,500     |
| Lille          | 11,849     |
| Nice           | 11,849     |
| Rijeka         | 11,000     |
| Dundalk        | 8,500      |
| Slovan Liberec | 8,000      |
| Antwerp        | 7,580      |
| Lech Poznań    | 7,000      |
| Sivasspor      | 6,720      |
| Wolfsberger AC | 6,585      |
| Omónia         | 5,350      |
| CSZKA Szofija  | 4,000      |

## Csoportok
A csoportokban a csapatok körmérkőzéses, oda-visszavágós rendszerben mérkőztek meg egymással. A csoportok első két helyezettje az egyenes kieséses szakaszba jutott.

### Sorrend meghatározása
Az UEFA versenyszabályzata alapján, ha két vagy több csapat a csoportmérkőzések után azonos pontszámmal állt, az alábbiak alapján kellett meghatározni a sorrendet:
1. az azonosan álló csapatok mérkőzésein szerzett több pont
2. az azonosan álló csapatok mérkőzésein elért jobb gólkülönbség
3. az azonosan álló csapatok mérkőzésein szerzett több gól
4. az azonosan álló csapatok mérkőzésein idegenben szerzett több gól
5. ha kettőnél több csapat áll azonos pontszámmal, akkor az egymás elleni eredményeket mindaddig újra kell alkalmazni, amíg nem dönthető el a sorrend
6. az összes mérkőzésen elért jobb gólkülönbség
7. az összes mérkőzésen szerzett több gól
8. az összes mérkőzésen szerzett több idegenben szerzett gól
9. az összes mérkőzésen szerzett több győzelem
10. az összes mérkőzésen szerzett több idegenbeli győzelem
11. fair play pontszám (piros lap = 3 pont, sárga lap = 1 pont, kiállítás két sárga lap után = 3 pont);
12. jobb UEFA-együttható

Az időpontok közép-európai idő/közép-európai nyári idő szerint, zárójelben helyi idő szerint olvashatók.

### A csoport
| Hely. | Csapat        | M | Gy | D | V | G+ | G– | Gk | P  | Továbbjutás                                |     | ROM | YB  | CLJ | CSS |
| ----- | ------------- | - | -- | - | - | -- | -- | -- | -- | ------------------------------------------ | --- | --- | --- | --- | --- |
| 1.    | Roma          | 6 | 4  | 1 | 1 | 13 | 5  | +8 | 13 | Továbbjutott az egyenes kieséses szakaszba |     | —   | 3–1 | 5–0 | 0–0 |
| 2.    | Young Boys    | 6 | 3  | 1 | 2 | 9  | 7  | +2 | 10 | Továbbjutott az egyenes kieséses szakaszba |     | 1–2 | —   | 2–1 | 3–0 |
| 3.    | CFR Cluj      | 6 | 1  | 2 | 3 | 4  | 10 | −6 | 5  |                                            |     | 0–2 | 1–1 | —   | 0–0 |
| 4.    | CSZKA Szofija | 6 | 1  | 2 | 3 | 3  | 7  | −4 | 5  |                                            | 3–1 | 0–1 | 0–2 | —   |     |

1. 1 2  Egymás elleni pontok: CFR Cluj 4, CSZKA Szofija 1.

| 2020. október 22. 18:55 |

| Young Boys           | 1–2               | Roma                   |
| -------------------- | ----------------- | ---------------------- |
| Nsame 14' (11-esből) | (1–0) Jegyzőkönyv | Peres 69' Kumbulla 74' |

| Stadion Wankdorf, Bern Játékvezető: Carlos del Cerro Grande (spanyol) |

| 2020. október 22. 18:55 (19:55 EEST) |

| CSZKA Szofija | 0–2               | CFR Cluj                       |
| ------------- | ----------------- | ------------------------------ |
|               | (0–0) Jegyzőkönyv | Rondón 53' Deac 74' (11-esből) |

| Vaszil Levszki Nemzeti Stadion, Szófia Játékvezető: Halil Umut Meler (török) |

| 2020. október 29. 21:00 |

| Roma | 0–0         | CSZKA Szofija |
| ---- | ----------- | ------------- |
|      | Jegyzőkönyv |               |

| Stadio Olimpico, Róma Játékvezető: Aleksei Kulbakov (fehérorosz) |

| 2020. október 29. 21:00 (22:00 EET) |

| CFR Cluj   | 1–1               | Young Boys    |
| ---------- | ----------------- | ------------- |
| Rondón 62' | (0–0) Jegyzőkönyv | Fassnacht 69' |

| Stadionul Dr. Constantin Rădulescu, Kolozsvár Játékvezető: Glenn Nyberg (svéd) |

| 2020. november 5. 18:55 |

| Roma                                               | 5–0               | CFR Cluj |
| -------------------------------------------------- | ----------------- | -------- |
| Mkhitaryan 2' Ibañez 24' Mayoral 34' 84' Pedro 89' | (3–0) Jegyzőkönyv |          |

| Stadio Olimpico, Róma Játékvezető: Matej Jug (szlovén) |

| 2020. november 5. 21:00 |

| Young Boys                    | 3–0               | CSZKA Szofija |
| ----------------------------- | ----------------- | ------------- |
| Mambimbi 2' 32' Sulejmani 18' | (3–0) Jegyzőkönyv |               |

| Stadion Wankdorf, Bern Játékvezető: Lawrence Visser (belga) |

| 2020. november 26. 18:55 (19:55 EET) |

| CSZKA Szofija | 0–1               | Young Boys |
| ------------- | ----------------- | ---------- |
|               | (0–1) Jegyzőkönyv | Nsame 34'  |

| Vaszil Levszki Nemzeti Stadion, Szófia Játékvezető: Fábio Veríssimo (portugál) |

| 2020. november 26. 21:00 (22:00 EET) |

| CFR Cluj | 0–2               | Roma                                         |
| -------- | ----------------- | -------------------------------------------- |
|          | (0–0) Jegyzőkönyv | Debeljuh 49' (öngól) Veretout 67' (11-esből) |

| Stadionul Dr. Constantin Rădulescu, Kolozsvár Játékvezető: Harald Lechner (osztrák) |

| 2020. december 3. 21:00 |

| Roma                                | 3–1               | Young Boys |
| ----------------------------------- | ----------------- | ---------- |
| Mayoral 44' Calafiori 59' Džeko 81' | (1–1) Jegyzőkönyv | Nsame 34'  |

| Stadio Olimpico, Róma Játékvezető: Fran Jović (horvát) |

| 2020. december 3. 21:00 (22:00 EET) |

| CFR Cluj | 0–0         | CSZKA Szofija |
| -------- | ----------- | ------------- |
|          | Jegyzőkönyv |               |

| Stadionul Dr. Constantin Rădulescu, Kolozsvár Játékvezető: Amaury Delerue (francia) |

| 2020. december 10. 18:55 |

| Young Boys                           | 2–1               | CFR Cluj     |
| ------------------------------------ | ----------------- | ------------ |
| Nsame 90+3' (11-esből) Gaudino 90+6' | (0–0) Jegyzőkönyv | Debeljuh 84' |

| Stade de Suisse, Bern Játékvezető: Benoît Bastien (francia) |

| 2020. december 10. 18:55 (19:55 EET) |

| CSZKA Szofija             | 3–1               | Roma         |
| ------------------------- | ----------------- | ------------ |
| Rodrigues 5' Sowe 34' 55' | (2–1) Jegyzőkönyv | Milanese 22' |

| Vaszil Levszki Nemzeti Stadion, Szófia Játékvezető: Irfan Peljto (bosznia-hercegovinai) |

### B csoport
| Hely. | Csapat     | M | Gy | D | V | G+ | G– | Gk  | P  | Továbbjutás                                |     | ARS | MOL | RW  | DUN |
| ----- | ---------- | - | -- | - | - | -- | -- | --- | -- | ------------------------------------------ | --- | --- | --- | --- | --- |
| 1.    | Arsenal    | 6 | 6  | 0 | 0 | 20 | 5  | +15 | 18 | Továbbjutott az egyenes kieséses szakaszba |     | —   | 4–1 | 4–1 | 3–0 |
| 2.    | Molde      | 6 | 3  | 1 | 2 | 9  | 11 | −2  | 10 | Továbbjutott az egyenes kieséses szakaszba |     | 0–3 | —   | 1–0 | 3–1 |
| 3.    | Rapid Wien | 6 | 2  | 1 | 3 | 11 | 13 | −2  | 7  |                                            |     | 1–2 | 2–2 | —   | 4–3 |
| 4.    | Dundalk    | 6 | 0  | 0 | 6 | 8  | 19 | −11 | 0  |                                            | 2–4 | 1–2 | 1–3 | —   |     |

| 2020. október 22. 18:55 (17:55 IST) |

| Dundalk    | 1–2               | Molde                                 |
| ---------- | ----------------- | ------------------------------------- |
| Murray 35' | (1–0) Jegyzőkönyv | Hussain 62' Omoijuanfo 72' (11-esből) |

| Tallaght Stadium, Dublin Játékvezető: Petri Viljanen (finn) |

| 2020. október 22. 18:55 |

| Rapid Wien  | 1–2               | Arsenal                       |
| ----------- | ----------------- | ----------------------------- |
| Fúndasz 51' | (0–0) Jegyzőkönyv | David Luiz 70' Aubameyang 74' |

| Allianz Stadion, Bécs Játékvezető: Pavel Královec (cseh) |

| 2020. október 29. 21:00 (20:00 GMT) |

| Arsenal                          | 3–0               | Dundalk |
| -------------------------------- | ----------------- | ------- |
| Nketiah 42' Willock 44' Pépé 46' | (2–0) Jegyzőkönyv |         |

| Emirates Stadion, London Játékvezető: Filip Glova (szlovák) |

| 2020. október 29. 21:00 |

| Molde          | 1–0               | Rapid Wien |
| -------------- | ----------------- | ---------- |
| Omoijuanfo 65' | (0–0) Jegyzőkönyv |            |

| Aker Stadion, Molde Játékvezető: Petr Ardeleánu (cseh) |

| 2020. november 5. 18:55 |

| Rapid Wien                                   | 4–3               | Dundalk                                           |
| -------------------------------------------- | ----------------- | ------------------------------------------------- |
| Ljubicic 22' Arase 79' Hofmann 87' Demir 90' | (1–1) Jegyzőkönyv | Hoban 7' McMillan 82' (11-esből) 90+6' (11-esből) |

| Allianz Stadion, Bécs Játékvezető: Trustin Farrugia Cann (máltai) |

| 2020. november 5. 21:00 (20:00 GMT) |

| Arsenal                                                      | 4–1               | Molde         |
| ------------------------------------------------------------ | ----------------- | ------------- |
| Haugen 45+1' (öngól) Sinyan 62' (öngól) Pépé 69' Willock 88' | (1–1) Jegyzőkönyv | Ellingsen 22' |

| Emirates Stadion, London Játékvezető: Halil Umut Meler (török) |

| 2020. november 26. 18:55 |

| Molde | 0–3               | Arsenal                         |
| ----- | ----------------- | ------------------------------- |
|       | (0–0) Jegyzőkönyv | Pépé 50' Nelson 55' Balogun 83' |

| Aker Stadion, Molde Játékvezető: Irfan Peljto (bosznia-hercegovinai) |

| 2020. november 26. 21:00 (20:00 GMT) |

| Dundalk                | 1–3               | Rapid Wien                   |
| ---------------------- | ----------------- | ---------------------------- |
| Shields 63' (11-esből) | (0–2) Jegyzőkönyv | Knasmüllner 11' Kara 37' 58' |

| Aviva StadiON, Dublin Játékvezető: Bognár Tamás (magyar) |

| 2020. december 3. 21:00 (20:00 GMT) |

| Arsenal                                           | 4–1               | Rapid Wien   |
| ------------------------------------------------- | ----------------- | ------------ |
| Lacazette 10' Marí 18' Nketiah 44' Smith Rowe 66' | (3–0) Jegyzőkönyv | Kitagawa 47' |

| Emirates Stadion, London Játékvezető: Radu Petrescu (román) |

| 2020. december 3. 21:00 |

| Molde                                         | 3–1               | Dundalk      |
| --------------------------------------------- | ----------------- | ------------ |
| Wolff Eikrem 30' Omoijuanfo 41' Ellingsen 67' | (2–0) Jegyzőkönyv | Flores 90+4' |

| Aker Stadion, Molde Játékvezető: Daniel Siebert (német) |

| 2020. december 10. 18:55 (17:55 GMT) |

| Dundalk              | 2–4               | Arsenal                                        |
| -------------------- | ----------------- | ---------------------------------------------- |
| Flores 22' Hoare 85' | (1–2) Jegyzőkönyv | Nketiah 12' Elneny 18' Willock 67' Balogun 80' |

| Tallaght Stadium, Dublin Játékvezető: Ivan Bebek (horvát) |

| 2020. december 10. 18:55 |

| Rapid Wien                    | 2–2               | Molde                |
| ----------------------------- | ----------------- | -------------------- |
| Ritzmaier 43' Ibrahimoglu 90' | (1–1) Jegyzőkönyv | Wolff Eikrem 12' 46' |

| Allianz Stadion, Bécs Játékvezető: Marco Guida (olasz) |

### C csoport
| Hely. | Csapat           | M | Gy | D | V | G+ | G– | Gk  | P  | Továbbjutás                                |     | LEV | SLP | HPS | NCE |
| ----- | ---------------- | - | -- | - | - | -- | -- | --- | -- | ------------------------------------------ | --- | --- | --- | --- | --- |
| 1.    | Bayer Leverkusen | 6 | 5  | 0 | 1 | 21 | 8  | +13 | 15 | Továbbjutott az egyenes kieséses szakaszba |     | —   | 4–0 | 4–1 | 6–2 |
| 2.    | Slavia Praha     | 6 | 4  | 0 | 2 | 11 | 10 | +1  | 12 | Továbbjutott az egyenes kieséses szakaszba |     | 1–0 | —   | 3–0 | 3–2 |
| 3.    | Hapóél Beér-Seva | 6 | 2  | 0 | 4 | 7  | 13 | −6  | 6  |                                            |     | 2–4 | 3–1 | —   | 1–0 |
| 4.    | Nice             | 6 | 1  | 0 | 5 | 8  | 16 | −8  | 3  |                                            | 2–3 | 1–3 | 1–0 | —   |     |

| 2020. október 22. 18:55 |

| Bayer Leverkusen                                           | 6–2               | Nice                          |
| ---------------------------------------------------------- | ----------------- | ----------------------------- |
| Amiri 11' Alario 16' Diaby 61' Bellarabi 79' 83' Wirtz 87' | (2–1) Jegyzőkönyv | Gouiri 31' Claude-Maurice 90' |

| BayArena, Leverkusen Játékvezető: Fran Jović (horvát) |

| 2020. október 22. 18:55 (19:55 IDT) |

| Hapóél Beér-Seva             | 3–1               | Slavia Praha |
| ---------------------------- | ----------------- | ------------ |
| Agudelo 45' Acolatse 86' 88' | (1–0) Jegyzőkönyv | Provod 75'   |

| HaMoshava Stadium, Petah Tikva Játékvezető: Lawrence Visser (belga) |

| 2020. október 29. 21:00 |

| Slavia Praha | 1–0               | Bayer Leverkusen |
| ------------ | ----------------- | ---------------- |
| Olayinka 80' | (0–0) Jegyzőkönyv |                  |

| Sinobo Stadion, Prága Játékvezető: Willie Collum (skót) |

| 2020. október 29. 21:00 |

| Nice       | 1–0               | Hapóél Beér-Seva |
| ---------- | ----------------- | ---------------- |
| Gouiri 23' | (1–0) Jegyzőkönyv |                  |

| Allianz Riviera, Nizza Játékvezető: Chris Kavanagh (angol) |

| 2020. november 5. 18:55 |

| Slavia Praha            | 3–2               | Nice                   |
| ----------------------- | ----------------- | ---------------------- |
| Kuchta 16' 71' Sima 43' | (2–1) Jegyzőkönyv | Gouiri 33' Ndoye 90+3' |

| Sinobo Stadion, Prága Játékvezető: Jakob Kehlet (dán) |

| 2020. november 5. 18:55 (19:55 IST) |

| Hapóél Beér-Seva | 2–4               | Bayer Leverkusen                          |
| ---------------- | ----------------- | ----------------------------------------- |
| Acolatse 11' 25' | (2–2) Jegyzőkönyv | Bailey 5' 75' Dadia 39' (öngól) Wirtz 88' |

| HaMoshava Stadium, Petah Tikva Játékvezető: Radu Petrescu (román) |

| 2020. november 26. 21:00 |

| Bayer Leverkusen                              | 4–1               | Hapóél Beér-Seva |
| --------------------------------------------- | ----------------- | ---------------- |
| Schick 29' Bailey 48' Demirbay 76' Alario 80' | (1–0) Jegyzőkönyv | Shviro 58'       |

| BayArena, Leverkusen Játékvezető: Paweł Gil (lengyel) |

| 2020. november 26. 21:00 |

| Nice       | 1–3               | Slavia Praha                    |
| ---------- | ----------------- | ------------------------------- |
| Gouiri 61' | (0–1) Jegyzőkönyv | Lingr 15' Olayinka 64' Sima 75' |

| Allianz Riviera, Nizza Játékvezető: Glenn Nyberg (svéd) |

| 2020. december 3. 21:00 |

| Slavia Praha                           | 3–0               | Hapóél Beér-Seva |
| -------------------------------------- | ----------------- | ---------------- |
| Sima 31' Stanciu 36' Twito 85' (öngól) | (2–0) Jegyzőkönyv |                  |

| Sinobo Stadion, Prága Játékvezető: Bognár Tamás (magyar) |

| 2020. december 3. 21:00 |

| Nice                 | 2–3               | Bayer Leverkusen                          |
| -------------------- | ----------------- | ----------------------------------------- |
| Kamara 26' Ndoye 47' | (1–2) Jegyzőkönyv | Diaby 22' Dragović 32' Baumgartlinger 51' |

| Allianz Riviera, Nizza Játékvezető: Maurizio Mariani (olasz) |

| 2020. december 10. 18:55 |

| Bayer Leverkusen                        | 4–0               | Slavia Praha |
| --------------------------------------- | ----------------- | ------------ |
| Bailey 8' 32' Diaby 59' Bellarabi 90+1' | (2–0) Jegyzőkönyv |              |

| BayArena, Leverkusen Játékvezető: Anastasios Sidiropoulos (görög) |

| 2020. december 10. 18:55 (19:55 IST) |

| Hapóél Beér-Seva | 1–0               | Nice |
| ---------------- | ----------------- | ---- |
| Hatuel 72'       | (0–0) Jegyzőkönyv |      |

| HaMoshava Stadium, Petah Tikva Játékvezető: Kristo Tohver (észt) |

### D csoport
| Hely. | Csapat         | M | Gy | D | V | G+ | G– | Gk | P  | Továbbjutás                                |     | RAN | BEN | STL | LCH |
| ----- | -------------- | - | -- | - | - | -- | -- | -- | -- | ------------------------------------------ | --- | --- | --- | --- | --- |
| 1.    | Rangers        | 6 | 4  | 2 | 0 | 13 | 7  | +6 | 14 | Továbbjutott az egyenes kieséses szakaszba |     | —   | 2–2 | 3–2 | 1–0 |
| 2.    | Benfica        | 6 | 3  | 3 | 0 | 18 | 9  | +9 | 12 | Továbbjutott az egyenes kieséses szakaszba |     | 3–3 | —   | 3–0 | 4–0 |
| 3.    | Standard Liège | 6 | 1  | 1 | 4 | 7  | 14 | −7 | 4  |                                            |     | 0–2 | 2–2 | —   | 2–1 |
| 4.    | Lech Poznań    | 6 | 1  | 0 | 5 | 6  | 14 | −8 | 3  |                                            | 0–2 | 2–4 | 3–1 | —   |     |

| 2020. október 22. 18:55 |

| Standard Liège | 0–2               | Rangers                              |
| -------------- | ----------------- | ------------------------------------ |
|                | (0–1) Jegyzőkönyv | Tavernier 19' (11-esből) Roofe 90+3' |

| Stade Maurice Dufrasne, Liège Játékvezető: Jakob Kehlet (dán) |

| 2020. október 22. 18:55 |

| Lech Poznań   | 2–4               | Benfica                                 |
| ------------- | ----------------- | --------------------------------------- |
| Ishak 15' 48' | (1–2) Jegyzőkönyv | Pizzi 9' (11-esből) Núñez 42' 60' 90+3' |

| Stadion Miejski, Poznań Játékvezető: Nikola Dabanović (montenegrói) |

| 2020. október 29. 21:00 (20:00 WET) |

| Benfica                                             | 3–0               | Standard Liège |
| --------------------------------------------------- | ----------------- | -------------- |
| Pizzi 49' (11-esből) 76' Waldschmidt 66' (11-esből) | (0–0) Jegyzőkönyv |                |

| Estádio da Luz, Lisszabon Játékvezető: François Letexier (francia) |

| 2020. október 29. 21:00 (20:00 GMT) |

| Rangers     | 1–0               | Lech Poznań |
| ----------- | ----------------- | ----------- |
| Morelos 68' | (0–0) Jegyzőkönyv |             |

| Ibrox Stadium, Glasgow Játékvezető: Kristo Tohver (észt) |

| 2020. november 5. 18:55 (17:55 WET) |

| Benfica                                  | 3–3               | Rangers                                      |
| ---------------------------------------- | ----------------- | -------------------------------------------- |
| Goldson 2' (öngól) Silva 77' Núñez 90+1' | (1–2) Jegyzőkönyv | Gonçalves 24' (öngól) Kamara 25' Morelos 51' |

| Estádio da Luz, Lisszabon Játékvezető: Jesús Gil Manzano (spanyol) |

| 2020. november 5. 18:55 |

| Lech Poznań              | 3–1               | Standard Liège |
| ------------------------ | ----------------- | -------------- |
| Skóraś 14' Ishak 22' 48' | (2–1) Jegyzőkönyv | Lestienne 29'  |

| Stadion Miejski, Poznań Játékvezető: Manuel Schüttengruber (osztrák) |

| 2020. november 26. 21:00 |

| Standard Liège           | 2–1               | Lech Poznań |
| ------------------------ | ----------------- | ----------- |
| Tapsoba 63' Laifis 90+4' | (0–0) Jegyzőkönyv | Ishak 61'   |

| Stade Maurice Dufrasne, Liège Játékvezető: Petr Ardeleánu (cseh) |

| 2020. november 26. 21:00 (20:00 GMT) |

| Rangers              | 2–2               | Benfica                         |
| -------------------- | ----------------- | ------------------------------- |
| Arfield 7' Roofe 69' | (1–0) Jegyzőkönyv | Tavernier 78' (öngól) Pizzi 81' |

| Ibrox Stadion, Glasgow Játékvezető: Radu Petrescu (román) |

| 2020. december 3. 21:00 (20:00 WET) |

| Benfica                                      | 4–0               | Lech Poznań |
| -------------------------------------------- | ----------------- | ----------- |
| Vertonghen 36' Núñez 57' Pizzi 58' Weigl 89' | (1–0) Jegyzőkönyv |             |

| Estádio da Luz, Lisszabon Játékvezető: Srđan Jovanović (szerb) |

| 2020. december 3. 21:00 (20:00 GMT) |

| Rangers                                            | 3–2               | Standard Liège       |
| -------------------------------------------------- | ----------------- | -------------------- |
| Goldson 39' Tavernier 45+1' (11-esből) Arfield 63' | (2–2) Jegyzőkönyv | Lestienne 6' Čop 41' |

| Ibrox Stadium, Glasgow Játékvezető: Bojan Pandžić (svéd) |

| 2020. december 10. 18:55 |

| Standard Liège         | 2–2               | Benfica                          |
| ---------------------- | ----------------- | -------------------------------- |
| Raskin 12' Tapsoba 60' | (1–1) Jegyzőkönyv | Everton 16' Pizzi 67' (11-esből) |

| Stade Maurice Dufrasne, Liège Játékvezető: Aleksei Kulbakov (fehérorosz) |

| 2020. december 10. 18:55 |

| Lech Poznań | 0–2               | Rangers            |
| ----------- | ----------------- | ------------------ |
|             | (0–1) Jegyzőkönyv | Itten 31' Hagi 72' |

| Stadion Lecha, Poznań Játékvezető: José María Sánchez (spanyol) |

### E csoport
| Hely. | Csapat        | M | Gy | D | V | G+ | G– | Gk | P  | Továbbjutás                                |     | PSV | GRA | PAÓK | OMÓ |
| ----- | ------------- | - | -- | - | - | -- | -- | -- | -- | ------------------------------------------ | --- | --- | --- | ---- | --- |
| 1.    | PSV Eindhoven | 6 | 4  | 0 | 2 | 12 | 9  | +3 | 12 | Továbbjutott az egyenes kieséses szakaszba |     | —   | 1–2 | 3–2  | 4–0 |
| 2.    | Granada       | 6 | 3  | 2 | 1 | 6  | 3  | +3 | 11 | Továbbjutott az egyenes kieséses szakaszba |     | 0–1 | —   | 0–0  | 2–1 |
| 3.    | PAÓK          | 6 | 1  | 3 | 2 | 8  | 7  | +1 | 6  |                                            |     | 4–1 | 0–0 | —    | 1–1 |
| 4.    | Omónia        | 6 | 1  | 1 | 4 | 5  | 12 | −7 | 4  |                                            | 1–2 | 0–2 | 2–1 | —    |     |

| 2020. október 22. 18:55 |

| PSV Eindhoven | 1–2               | Granada               |
| ------------- | ----------------- | --------------------- |
| Götze 45+1'   | (1–0) Jegyzőkönyv | Molina 57' Machís 66' |

| Philips Stadion, Eindhoven Játékvezető: Felix Zwayer (német) |

| 2020. október 22. 18:55 (19:55 EEST) |

| PAÓK     | 1–1               | Omónia       |
| -------- | ----------------- | ------------ |
| Murg 56' | (0–1) Jegyzőkönyv | Bauthéac 16' |

| Túmbasz Stadion, Szaloniki Játékvezető: Bobby Madden (skót) |

| 2020. október 29. 21:00 (22:00 EET) |

| Omónia    | 1–2               | PSV Eindhoven   |
| --------- | ----------------- | --------------- |
| Gómez 29' | (1–1) Jegyzőkönyv | Malen 40' 90+2' |

| GSZP Stadion, Strovolos Játékvezető: Donatas Rumšas (litván) |

| 2020. október 29. 21:00 |

| Granada | 0–0         | PAÓK |
| ------- | ----------- | ---- |
|         | Jegyzőkönyv |      |

| Nuevo Los Cármenes, Granada Játékvezető: Tiago Martins (portugál) |

| 2020. november 5. 18:55 (19:55 EET) |

| PAÓK                                   | 4–1               | PSV Eindhoven         |
| -------------------------------------- | ----------------- | --------------------- |
| Schwab 47' Živković 56' 66' Tzolis 58' | (0–1) Jegyzőkönyv | Zahavi 21' (11-esből) |

| Túmbasz Stadion, Szaloniki Játékvezető: Daniel Stefański (lengyel) |

| 2020. november 5. 18:55 (19:55 EET) |

| Omónia | 0–2               | Granada               |
| ------ | ----------------- | --------------------- |
|        | (0–1) Jegyzőkönyv | Herrera 4' Suárez 63' |

| GSZP Stadion, Strovolos Játékvezető: Ivan Bebek (horvát) |

| 2020. november 26. 21:00 |

| PSV Eindhoven                   | 3–2               | PAÓK                 |
| ------------------------------- | ----------------- | -------------------- |
| Gakpo 20' Madueke 51' Malen 53' | (1–2) Jegyzőkönyv | Varela 4' Tzolis 13' |

| Philips Stadion, Eindhoven Játékvezető: Andris Treimanis (lett) |

| 2020. november 26. 21:00 |

| Granada            | 2–1               | Omónia     |
| ------------------ | ----------------- | ---------- |
| Suárez 8' Soro 73' | (1–0) Jegyzőkönyv | Asante 60' |

| Nuevo Los Cármenes, Granada Játékvezető: Stéphanie Frappart (francia) |

| 2020. december 3. 21:00 |

| Granada | 0–1               | PSV Eindhoven |
| ------- | ----------------- | ------------- |
|         | (0–1) Jegyzőkönyv | Malen 38'     |

| Nuevo Los Cármenes, Granada Játékvezető: Roi Reinshreiber (izraeli) |

| 2020. december 3. 21:00 (22:00 EET) |

| Omónia                            | 2–1               | PAÓK       |
| --------------------------------- | ----------------- | ---------- |
| Kakoullis 9' Gómez 84' (11-esből) | (1–1) Jegyzőkönyv | Tzolis 39' |

| GSZP Stadion, Strovolos Játékvezető: Craig Pawson (angol) |

| 2020. december 10. 18:55 |

| PSV Eindhoven                                       | 4–0               | Omónia |
| --------------------------------------------------- | ----------------- | ------ |
| Malen 36' Dumfries 63' (11-esből) Piroe 90+1' 90+4' | (1–0) Jegyzőkönyv |        |

| Philips Stadion, Eindhoven Játékvezető: Kevin Clancy (skót) |

| 2020. december 10. 18:55 (19:55 EET) |

| PAÓK | 0–0         | Granada |
| ---- | ----------- | ------- |
|      | Jegyzőkönyv |         |

| Túmbasz Stadion, Szaloniki Játékvezető: John Beaton (skót) |

### F csoport
| Hely. | Csapat        | M | Gy | D | V | G+ | G– | Gk | P  | Továbbjutás                                |     | NAP | RS  | AZ  | RJK |
| ----- | ------------- | - | -- | - | - | -- | -- | -- | -- | ------------------------------------------ | --- | --- | --- | --- | --- |
| 1.    | Napoli        | 6 | 3  | 2 | 1 | 7  | 4  | +3 | 11 | Továbbjutott az egyenes kieséses szakaszba |     | —   | 1–1 | 0–1 | 2–0 |
| 2.    | Real Sociedad | 6 | 2  | 3 | 1 | 5  | 4  | +1 | 9  | Továbbjutott az egyenes kieséses szakaszba |     | 0–1 | —   | 1–0 | 2–2 |
| 3.    | AZ            | 6 | 2  | 2 | 2 | 7  | 5  | +2 | 8  |                                            |     | 1–1 | 0–0 | —   | 4–1 |
| 4.    | Rijeka        | 6 | 1  | 1 | 4 | 6  | 12 | −6 | 4  |                                            | 1–2 | 0–1 | 2–1 | —   |     |

| 2020. október 22. 18:55 |

| Napoli | 0–1               | AZ         |
| ------ | ----------------- | ---------- |
|        | (0–0) Jegyzőkönyv | De Wit 57' |

| San Paolo stadion, Nápoly Játékvezető: Daniel Stefański (lengyel) |

| 2020. október 22. 18:55 |

| Rijeka | 0–1               | Real Sociedad  |
| ------ | ----------------- | -------------- |
|        | (0–0) Jegyzőkönyv | Bautista 90+3' |

| Stadion Rujevica, Fiume Játékvezető: Bartosz Frankowski (lengyel) |

| 2020. október 29. 21:00 |

| Real Sociedad | 0–1               | Napoli       |
| ------------- | ----------------- | ------------ |
|               | (0–0) Jegyzőkönyv | Politano 56' |

| Estadio Anoeta, San Sebastián Játékvezető: Craig Pawson (angol) |

| 2020. október 29. 21:00 |

| AZ                                                         | 4–1               | Rijeka        |
| ---------------------------------------------------------- | ----------------- | ------------- |
| Koopmeiners 6' (11-esből) Guðmundsson 20' 60' Karlsson 51' | (2–0) Jegyzőkönyv | Kulenović 72' |

| AFAS Stadion, Alkmaar Játékvezető: Szergej Ivanov (orosz) |

| 2020. november 5. 18:55 |

| Real Sociedad | 1–0               | AZ |
| ------------- | ----------------- | -- |
| Portu 58'     | (0–0) Jegyzőkönyv |    |

| Estadio Anoeta, San Sebastián Játékvezető: John Beaton (skót) |

| 2020. november 5. 18:55 |

| Rijeka    | 1–2               | Napoli                      |
| --------- | ----------------- | --------------------------- |
| Murić 13' | (1–1) Jegyzőkönyv | Demme 43' Braut 62' (öngól) |

| Stadion Rujevica, Fiume Játékvezető: Mattias Gestranius (finn) |

| 2020. november 26. 21:00 |

| Napoli                           | 2–0               | Rijeka |
| -------------------------------- | ----------------- | ------ |
| Anastasio 41' (öngól) Lozano 75' | (1–0) Jegyzőkönyv |        |

| San Paolo stadion, Nápoly Játékvezető: Halis Özkahya (török) |

| 2020. november 26. 21:00 |

| AZ | 0–0         | Real Sociedad |
| -- | ----------- | ------------- |
|    | Jegyzőkönyv |               |

| AFAS Stadion, Alkmaar Játékvezető: Alekszandar Sztavrev (északmacedón) |

| 2020. december 3. 21:00 |

| AZ               | 1–1               | Napoli     |
| ---------------- | ----------------- | ---------- |
| Martins Indi 54' | (0–1) Jegyzőkönyv | Mertens 6' |

| AFAS Stadion, Alkmaar Játékvezető: Ruddy Buquet (francia) |

| 2020. december 3. 21:00 |

| Real Sociedad            | 2–2               | Rijeka                   |
| ------------------------ | ----------------- | ------------------------ |
| Bautista 69' Monreal 79' | (0–1) Jegyzőkönyv | Velkovski 38' Lončar 73' |

| Estadio Anoeta, San Sebastián Játékvezető: João Pinheiro (portugál) |

| 2020. december 10. 18:55 |

| Napoli        | 1–1               | Real Sociedad      |
| ------------- | ----------------- | ------------------ |
| Zieliński 35' | (1–0) Jegyzőkönyv | Willian José 90+2' |

| Diego Armando Maradona Stadion, Nápoly Játékvezető: Orel Grinfeld (izraeli) |

| 2020. december 10. 18:55 |

| Rijeka                   | 2–1               | AZ          |
| ------------------------ | ----------------- | ----------- |
| Menalo 52' Tomečak 90+3' | (0–0) Jegyzőkönyv | Wijndal 57' |

| Stadion Rujevica, Fiume Játékvezető: Szergej Karaszjov (orosz) |

### G csoport
| Hely. | Csapat         | M | Gy | D | V | G+ | G– | Gk | P  | Továbbjutás                                |     | LEI | BRA | ZOR | AEK |
| ----- | -------------- | - | -- | - | - | -- | -- | -- | -- | ------------------------------------------ | --- | --- | --- | --- | --- |
| 1.    | Leicester City | 6 | 4  | 1 | 1 | 14 | 5  | +9 | 13 | Továbbjutott az egyenes kieséses szakaszba |     | —   | 4–0 | 3–0 | 2–0 |
| 2.    | Braga          | 6 | 4  | 1 | 1 | 14 | 10 | +4 | 13 | Továbbjutott az egyenes kieséses szakaszba |     | 3–3 | —   | 2–0 | 3–0 |
| 3.    | Zorja Luhanszk | 6 | 2  | 0 | 4 | 6  | 11 | −5 | 6  |                                            |     | 1–0 | 1–2 | —   | 1–4 |
| 4.    | AÉK            | 6 | 1  | 0 | 5 | 7  | 15 | −8 | 3  |                                            | 1–2 | 2–4 | 0–3 | —   |     |

1. 1 2  Egymás elleni pontok: Leicester City 4, Braga 1.

| 2020. október 22. 21:00 (20:00 WEST) |

| Braga                                | 3–0               | AÉK |
| ------------------------------------ | ----------------- | --- |
| Galeno 44' Paulinho 78' R. Horta 88' | (1–0) Jegyzőkönyv |     |

| Braga városi stadion, Braga Játékvezető: Ruddy Buquet (francia) |

| 2020. október 22. 21:00 (20:00 BST) |

| Leicester City                        | 3–0               | Zorja Luhanszk |
| ------------------------------------- | ----------------- | -------------- |
| Maddison 29' Barnes 45' Iheanacho 67' | (2–0) Jegyzőkönyv |                |

| King Power Stadion, Leicester Játékvezető: Stéphanie Frappart (francia) |

| 2020. október 29. 18:55 (19:55 EET) |

| AÉK          | 1–2               | Leicester City                     |
| ------------ | ----------------- | ---------------------------------- |
| Tanković 49' | (0–2) Jegyzőkönyv | Vardy 18' (11-esből) Choudhury 39' |

| Olimpiai Stadion, Athén Játékvezető: Harald Lechner (osztrák) |

| 2020. október 29. 18:55 (19:55 EET) |

| Zorja Luhanszk   | 1–2               | Braga                  |
| ---------------- | ----------------- | ---------------------- |
| Ivanisenya 90+6' | (0–2) Jegyzőkönyv | Paulinho 4' Gaitán 11' |

| Slavutych-Arena, Zaporizzsja Játékvezető: Giorgi Kruashvili (grúz) |

| 2020. november 5. 21:00 (20:00 GMT) |

| Leicester City                           | 4–0               | Braga |
| ---------------------------------------- | ----------------- | ----- |
| Iheanacho 21' 48' Praet 67' Maddison 78' | (1–0) Jegyzőkönyv |       |

| King Power Stadion, Leicester Játékvezető: Bas Nijhuis (holland) |

| 2020. november 5. 21:00 (22:00 EET) |

| Zorja Luhanszk | 1–4               | AÉK                                     |
| -------------- | ----------------- | --------------------------------------- |
| Kocserhin 81'  | (0–2) Jegyzőkönyv | Tanković 7' Mantalos 34' Livaja 54' 81' |

| Slavutych-Arena, Zaporizzsja Játékvezető: Willie Collum (skót) |

| 2020. november 26. 18:55 (17:55 WET) |

| Braga                                      | 3–3               | Leicester City                   |
| ------------------------------------------ | ----------------- | -------------------------------- |
| Elmusrati 4' Paulinho 24' Fransérgio 90+1' | (2–1) Jegyzőkönyv | Barnes 9' Thomas 79' Vardy 90+5' |

| Braga városi stadion, Braga Játékvezető: Daniele Orsato (olasz) |

| 2020. november 26. 18:55 (19:55 EET) |

| AÉK | 0–3               | Zorja Luhanszk                                  |
| --- | ----------------- | ----------------------------------------------- |
|     | (0–0) Jegyzőkönyv | Hromov 61' Kabayev 76' Yurchenko 86' (11-esből) |

| Olimpiai Stadion, Athén Játékvezető: Aliyar Aghayev (azeri) |

| 2020. december 3. 18:55 (19:55 EET) |

| AÉK                                | 2–4               | Braga                                         |
| ---------------------------------- | ----------------- | --------------------------------------------- |
| Oliveira 31' Vasilantonopoulos 89' | (1–3) Jegyzőkönyv | Tormena 8' Esgaio 10' R. Horta 45' Galeno 83' |

| Olimpiai Stadion, Athén Játékvezető: Georgi Kabakov (bolgár) |

| 2020. december 3. 18:55 (19:55 EET) |

| Zorja Luhanszk   | 1–0               | Leicester City |
| ---------------- | ----------------- | -------------- |
| Sayyadmanesh 84' | (0–0) Jegyzőkönyv |                |

| Slavutych-Arena, Zaporizzsja Játékvezető: Espen Eskås (norvég) |

| 2020. december 10. 21:00 (20:00 WET) |

| Braga | –           | Zorja Luhanszk |
| ----- | ----------- | -------------- |
|       | Jegyzőkönyv |                |

| Braga városi stadion, Braga |

| 2020. december 10. 21:00 (20:00 GMT) |

| Leicester City | –           | AÉK |
| -------------- | ----------- | --- |
|                | Jegyzőkönyv |     |

|  |

### H csoport
| Hely. | Csapat       | M | Gy | D | V | G+ | G– | Gk | P  | Továbbjutás                                |     | MIL | LIL | SPP | CEL |
| ----- | ------------ | - | -- | - | - | -- | -- | -- | -- | ------------------------------------------ | --- | --- | --- | --- | --- |
| 1.    | Milan        | 6 | 4  | 1 | 1 | 12 | 7  | +5 | 13 | Továbbjutott az egyenes kieséses szakaszba |     | —   | 0–3 | 3–0 | 4–2 |
| 2.    | Lille        | 6 | 3  | 2 | 1 | 14 | 8  | +6 | 11 | Továbbjutott az egyenes kieséses szakaszba |     | 1–1 | —   | 2–1 | 2–2 |
| 3.    | Sparta Praha | 6 | 2  | 0 | 4 | 10 | 12 | −2 | 6  |                                            |     | 0–1 | 1–4 | —   | 4–1 |
| 4.    | Celtic       | 6 | 1  | 1 | 4 | 10 | 19 | −9 | 4  |                                            | 1–3 | 3–2 | 1–4 | —   |     |

| 2020. október 22. 21:00 (20:00 BST) |

| Celtic          | 1–3               | Milan                           |
| --------------- | ----------------- | ------------------------------- |
| Elyounoussi 76' | (0–2) Jegyzőkönyv | Krunić 14' Díaz 42' Hauge 90+2' |

| Celtic Park, Glasgow Játékvezető: Matej Jug (szlovén) |

| 2020. október 22. 21:00 |

| Sparta Praha | 1–4               | Lille                          |
| ------------ | ----------------- | ------------------------------ |
| Dočkal 47'   | (0–1) Jegyzőkönyv | Yazıcı 45+1' 60' 75' Ikoné 66' |

| Stadion Letná, Prague Játékvezető: Duje Strukan (horvát) |

| 2020. október 29. 18:55 |

| Milan                       | 3–0               | Sparta Praha |
| --------------------------- | ----------------- | ------------ |
| Díaz 24' Leão 57' Dalot 67' | (1–0) Jegyzőkönyv |              |

| San Siro, Milánó Játékvezető: Halis Özkahya (török) |

| 2020. október 29. 18:55 |

| Lille               | 2–2               | Celtic              |
| ------------------- | ----------------- | ------------------- |
| Çelik 67' Ikoné 75' | (0–2) Jegyzőkönyv | Elyounoussi 28' 33' |

| Stade Pierre-Mauroy, Villeneuve-d'Ascq Játékvezető: Alekszandar Sztavrev (északmacedón) |

| 2020. november 5. 21:00 (20:00 GMT) |

| Celtic        | 1–4               | Sparta Praha                 |
| ------------- | ----------------- | ---------------------------- |
| Griffiths 65' | (0–2) Jegyzőkönyv | Juliš 26' 45' 77' Krejčí 90' |

| Celtic Park, Glasgow Játékvezető: Kovács István (román) |

| 2020. november 5. 21:00 |

| Milan | 0–3               | Lille                         |
| ----- | ----------------- | ----------------------------- |
|       | (0–1) Jegyzőkönyv | Yazıcı 22' (11-esből) 55' 58' |

| San Siro, Milánó Játékvezető: Bartosz Frankowski (lengyel) |

| 2020. november 26. 18:55 |

| Sparta Praha                           | 4–1               | Celtic      |
| -------------------------------------- | ----------------- | ----------- |
| Hancko 26' Juliš 38' 80' Plavšić 90+4' | (2–1) Jegyzőkönyv | Édouard 15' |

| Stadion Letná, Prága Játékvezető: Tobias Stieler (német) |

| 2020. november 26. 18:55 |

| Lille     | 1–1               | Milan          |
| --------- | ----------------- | -------------- |
| Bamba 65' | (0–0) Jegyzőkönyv | Castillejo 46' |

| Stadium Lille-Metropole, Villeneuve-d'Ascq Játékvezető: Craig Pawson (angol) |

| 2020. december 3. 18:55 |

| Milan                                            | 4–2               | Celtic               |
| ------------------------------------------------ | ----------------- | -------------------- |
| Çalhanoğlu 24' Castillejo 26' Hauge 50' Díaz 82' | (2–2) Jegyzőkönyv | Rogic 7' Édouard 14' |

| San Siro, Milánó Játékvezető: Ricardo de Burgos Bengoetxea (spanyol) |

| 2020. december 3. 18:55 |

| Lille          | 2–1               | Sparta Praha |
| -------------- | ----------------- | ------------ |
| Yılmaz 80' 84' | (0–0) Jegyzőkönyv | Krejčí 71'   |

| Stadium Lille-Metropole, Villeneuve-d'Ascq Játékvezető: Xavier Estrada Fernández (spanyol) |

| 2020. december 10. 21:00 (20:00 GMT) |

| Celtic | –           | Lille |
| ------ | ----------- | ----- |
|        | Jegyzőkönyv |       |

| Celtic Park, Glasgow |

| 2020. december 10. 21:00 |

| Sparta Praha | –           | Milan |
| ------------ | ----------- | ----- |
|              | Jegyzőkönyv |       |

|  |

### I csoport
| Hely. | Csapat           | M | Gy | D | V | G+ | G– | Gk | P  | Továbbjutás                                |     | VIL | MTA | SIV | QRB    |
| ----- | ---------------- | - | -- | - | - | -- | -- | -- | -- | ------------------------------------------ | --- | --- | --- | --- | ------ |
| 1.    | Villarreal       | 5 | 4  | 1 | 0 | 14 | 5  | +9 | 13 | Továbbjutott az egyenes kieséses szakaszba |     | —   | 4–0 | 5–3 | 12.10. |
| 2.    | Makkabi Tel-Aviv | 6 | 3  | 2 | 1 | 6  | 7  | −1 | 11 | Továbbjutott az egyenes kieséses szakaszba |     | 1–1 | —   | 1–0 | 1–0    |
| 3.    | Sivasspor        | 6 | 2  | 0 | 4 | 9  | 11 | −2 | 6  |                                            |     | 0–1 | 1–2 | —   | 2–0    |
| 4.    | Qarabağ          | 5 | 0  | 1 | 4 | 4  | 10 | −6 | 1  |                                            | 1–3 | 1–1 | 2–3 | —   |        |

| 2020. október 22. 21:00 |

| Villarreal                                   | 5–3               | Sivasspor                          |
| -------------------------------------------- | ----------------- | ---------------------------------- |
| Kubo 13' Bacca 20' Foyth 57' Alcácer 74' 78' | (2–2) Jegyzőkönyv | Kayode 33' Yatabaré 43' Gradel 64' |

| Estadio de la Cerámica, Villarreal Játékvezető: Paweł Raczkowski (lengyel) |

| 2020. október 22. 21:00 (22:00 IDT) |

| Makkabi Tel-Aviv | 1–0               | Qarabağ |
| ---------------- | ----------------- | ------- |
| Cohen 10'        | (1–0) Jegyzőkönyv |         |

| Bloomfield Stadion, Tel Aviv Játékvezető: John Beaton (skót) |

| 2020. október 29. 18:55 (20:55 TRT) |

| Qarabağ   | 1–3               | Villarreal                 |
| --------- | ----------------- | -------------------------- |
| Owusu 78' | (0–0) Jegyzőkönyv | Pino 80' Alcácer 85' 90+6' |

| Başakşehir Fatih Terim Stadium, Isztambul (Törökország) Játékvezető: Pavel Orel (cseh) |

| 2020. október 29. 18:55 (20:55 TRT) |

| Sivasspor  | 1–2               | Makkabi Tel-Aviv                |
| ---------- | ----------------- | ------------------------------- |
| Kayode 55' | (0–0) Jegyzőkönyv | Biton 68' (11-esből) Peretz 74' |

| New Sivas 4 Eylül Stadium, Sivas Játékvezető: Irfan Peljto (bosznia-hercegovinai) |

| 2020. november 5. 18:55 (20:55 TRT) |

| Sivasspor                | 2–0               | Qarabağ |
| ------------------------ | ----------------- | ------- |
| Osmanpaşa 11' Kayode 88' | (1–0) Jegyzőkönyv |         |

| New Sivas 4 Eylül Stadium, Sivas Játékvezető: Sandro Schärer (svájci) |

| 2020. november 5. 21:00 |

| Villarreal                      | 4–0               | Makkabi Tel-Aviv |
| ------------------------------- | ----------------- | ---------------- |
| Bacca 4' 52' Baena 71' Niño 81' | (1–0) Jegyzőkönyv |                  |

| Estadio de la Cerámica, Villarreal Játékvezető: Nikola Dabanović (montenegrói) |

| 2020. november 26. 18:55 (19:55 IST) |

| Makkabi Tel-Aviv | 1–1               | Villarreal |
| ---------------- | ----------------- | ---------- |
| Pešić 47'        | (0–1) Jegyzőkönyv | Baena 45'  |

| Bloomfield Stadium, Tel Aviv Játékvezető: Tiago Martins (portugál) |

| 2020. november 26. 18:55 (20:55 TRT) |

| Qarabağ             | 2–3               | Sivasspor                          |
| ------------------- | ----------------- | ---------------------------------- |
| Zoubir 8' Matić 51' | (1–1) Jegyzőkönyv | Koné 40' (11-esből) 79' Kayode 58' |

| Başakşehir Fatih Terim Stadium, Isztambul (Törökország) Játékvezető: Jakob Kehlet (dán) |

| 2020. december 3. 18:55 (20:55 TRT) |

| Qarabağ    | 1–1               | Makkabi Tel-Aviv     |
| ---------- | ----------------- | -------------------- |
| Romero 37' | (1–1) Jegyzőkönyv | Cohen 22' (11-esből) |

| Başakşehir Fatih Terim Stadium, Isztambul (Törökország) Játékvezető: Rob Hennessy (ír) |

| 2020. december 3. 18:55 (20:55 TRT) |

| Sivasspor | 0–1               | Villarreal    |
| --------- | ----------------- | ------------- |
|           | (0–0) Jegyzőkönyv | Chukwueze 75' |

| Játékvezető: Duje Strukan (horvát) |

| 2020. december 10. 21:00 (22:00 IST) |

| Makkabi Tel-Aviv | –           | Sivasspor |
| ---------------- | ----------- | --------- |
|                  | Jegyzőkönyv |           |

| Netánja Stadion, Netánja |

| 2020. december 10. 21:00 |

| Villarreal | –           | Qarabağ |
| ---------- | ----------- | ------- |
|            | Jegyzőkönyv |         |

| Estadio El Madrigal, Villarreal |

### J csoport
| Hely. | Csapat            | M | Gy | D | V | G+ | G– | Gk  | P  | Továbbjutás                                |     | TOT | ANT | LASK | LUD |
| ----- | ----------------- | - | -- | - | - | -- | -- | --- | -- | ------------------------------------------ | --- | --- | --- | ---- | --- |
| 1.    | Tottenham Hotspur | 6 | 4  | 1 | 1 | 15 | 5  | +10 | 13 | Továbbjutott az egyenes kieséses szakaszba |     | —   | 2–0 | 3–0  | 4–0 |
| 2.    | Antwerp           | 6 | 4  | 0 | 2 | 8  | 5  | +3  | 12 | Továbbjutott az egyenes kieséses szakaszba |     | 1–0 | —   | 0–1  | 3–1 |
| 3.    | LASK              | 6 | 3  | 1 | 2 | 11 | 12 | −1  | 10 |                                            |     | 3–3 | 0–2 | —    | 4–3 |
| 4.    | Ludogorec Razgrad | 6 | 0  | 0 | 6 | 7  | 19 | −12 | 0  |                                            | 1–3 | 1–2 | 1–3 | —    |     |

| 2020. október 22. 21:00 (20:00 BST) |

| Tottenham Hotspur                     | 3–0               | LASK |
| ------------------------------------- | ----------------- | ---- |
| Moura 18' Andrade 27' (öngól) Son 84' | (2–0) Jegyzőkönyv |      |

| Tottenham Hotspur Stadion, London Játékvezető: Mohammed Al-Hakim (svéd) |

| 2020. október 22. 21:00 (22:00 EEST) |

| Ludogorec Razgrad | 1–2               | Antwerp                  |
| ----------------- | ----------------- | ------------------------ |
| Higinio 46'       | (0–0) Jegyzőkönyv | Gerkens 63' Refaelov 70' |

| Huvepharma Arena, Razgrad Játékvezető: Roi Reinshreiber (izraeli) |

| 2020. október 29. 18:55 |

| LASK                              | 4–3               | Ludogorec Razgrad           |
| --------------------------------- | ----------------- | --------------------------- |
| Balić 2' 56' Gruber 12' Raguž 35' | (3–1) Jegyzőkönyv | Manu 15' 67' 74' (11-esből) |

| Linzer Stadion, Linz Játékvezető: Xavier Estrada Fernández (spanyol) |

| 2020. október 29. 18:55 |

| Antwerp      | 1–0               | Tottenham Hotspur |
| ------------ | ----------------- | ----------------- |
| Refaelov 29' | (1–0) Jegyzőkönyv |                   |

| Bosuilstadion, Antwerpen Játékvezető: Maurizio Mariani (olasz) |

| 2020. november 5. 18:55 (19:55 EET) |

| Ludogorec Razgrad | 1–3               | Tottenham Hotspur               |
| ----------------- | ----------------- | ------------------------------- |
| Keșerü 50'        | (0–2) Jegyzőkönyv | Kane 13' Lucas 33' Lo Celso 62' |

| Huvepharma Arena, Razgrad Játékvezető: Fran Jović (horvát) |

| 2020. november 5. 21:00 |

| Antwerp | 0–1               | LASK          |
| ------- | ----------------- | ------------- |
|         | (0–0) Jegyzőkönyv | Eggestein 55' |

| Bosuilstadion, Antwerpen Játékvezető: Yevhen Aranovskyi (ukrán) |

| 2020. november 26. 18:55 |

| LASK | 0–2               | Antwerp                  |
| ---- | ----------------- | ------------------------ |
|      | (0–0) Jegyzőkönyv | Refaelov 53' Gerkens 83' |

| Linzer Stadion, Linz Játékvezető: Donatas Rumšas (litván) |

| 2020. november 26. 21:00 (20:00 GMT) |

| Tottenham Hotspur                           | 4–0               | Ludogorec Razgrad |
| ------------------------------------------- | ----------------- | ----------------- |
| Carlos Vinícius 16' 34' Winks 63' Lucas 73' | (2–0) Jegyzőkönyv |                   |

| Tottenham Hotspur Stadion, London Játékvezető: Giorgi Kruashvili (grúz) |

| 2020. december 3. 18:55 |

| LASK                                     | 3–3               | Tottenham Hotspur                                 |
| ---------------------------------------- | ----------------- | ------------------------------------------------- |
| Michorl 42' Eggestein 84' Karamoko 90+3' | (1–1) Jegyzőkönyv | Bale 45+2' (11-esből) Son 56' Alli 87' (11-esből) |

| Linzer Stadion, Linz Játékvezető: Paweł Raczkowski (lengyel) |

| 2020. december 3. 18:55 |

| Antwerp                           | 3–1               | Ludogorec Razgrad |
| --------------------------------- | ----------------- | ----------------- |
| Hongla 19' De Laet 72' Benson 87' | (1–0) Jegyzőkönyv | Despodov 53'      |

| Bosuilstadion, Antwerpen Játékvezető: Pavel Orel (cseh) |

| 2020. december 10. 21:00 (20:00 GMT) |

| Tottenham Hotspur | –           | Antwerp |
| ----------------- | ----------- | ------- |
|                   | Jegyzőkönyv |         |

| Tottenham Hotspur Stadion, London |

| 2020. december 10. 21:00 (22:00 EET) |

| Ludogorec Razgrad | –           | LASK |
| ----------------- | ----------- | ---- |
|                   | Jegyzőkönyv |      |

| Ludogorec Aréna, Razgrad |

### K csoport
| Hely. | Csapat         | M | Gy | D | V | G+ | G– | Gk | P  | Továbbjutás                                |     | DZG | WLB | FEY | CSM |
| ----- | -------------- | - | -- | - | - | -- | -- | -- | -- | ------------------------------------------ | --- | --- | --- | --- | --- |
| 1.    | Dinamo Zagreb  | 6 | 4  | 2 | 0 | 9  | 1  | +8 | 14 | Továbbjutott az egyenes kieséses szakaszba |     | —   | 1–0 | 0–0 | 3–1 |
| 2.    | Wolfsberger AC | 6 | 3  | 1 | 2 | 7  | 6  | +1 | 10 | Továbbjutott az egyenes kieséses szakaszba |     | 0–3 | —   | 1–0 | 1–1 |
| 3.    | Feyenoord      | 6 | 1  | 2 | 3 | 4  | 8  | −4 | 5  |                                            |     | 0–2 | 1–4 | —   | 3–1 |
| 4.    | CSZKA Moszkva  | 6 | 0  | 3 | 3 | 3  | 8  | −5 | 3  |                                            | 0–0 | 0–1 | 0–0 | —   |     |

| 2020. október 22. 21:00 |

| Dinamo Zagreb | 0–0         | Feyenoord |
| ------------- | ----------- | --------- |
|               | Jegyzőkönyv |           |

| Maksimir Stadion, Zágráb Játékvezető: Mattias Gestranius (finn) |

| 2020. október 22. 21:00 |

| Wolfsberger AC        | 1–1               | CSZKA Moszkva |
| --------------------- | ----------------- | ------------- |
| Liendl 42' (11-esből) | (1–1) Jegyzőkönyv | Gaich 5'      |

| Wörthersee Stadion, Klagenfurt Játékvezető: Sascha Stegemann (német) |

| 2020. október 29. 18:55 (20:55 MSK) |

| CSZKA Moszkva | 0–0         | Dinamo Zagreb |
| ------------- | ----------- | ------------- |
|               | Jegyzőkönyv |               |

| VEB Aréna, Moszkva Játékvezető: Radu Petrescu (román) |

| 2020. október 29. 18:55 |

| Feyenoord    | 1–4               | Wolfsberger AC                                                  |
| ------------ | ----------------- | --------------------------------------------------------------- |
| Berghuis 54' | (0–2) Jegyzőkönyv | Liendl 4' (11-esből) 13' (11-esből) 60' Joveljić 66' (11-esből) |

| De Kuip, Rotterdam Játékvezető: Mikola Balakin (ukrán) |

| 2020. november 5. 21:00 |

| Dinamo Zagreb | 1–0               | Wolfsberger AC |
| ------------- | ----------------- | -------------- |
| Atiemwen 76'  | (0–0) Jegyzőkönyv |                |

| Maksimir Stadion, Zágráb Játékvezető: Jérôme Brisard (francia) |

| 2020. november 5. 21:00 |

| Feyenoord                         | 3–1               | CSZKA Moszkva      |
| --------------------------------- | ----------------- | ------------------ |
| Haps 63' Kökçü 71' Geertruida 72' | (0–0) Jegyzőkönyv | Senesi 80' (öngól) |

| De Kuip, Rotterdam Játékvezető: Roi Reinshreiber (izraeli) |

| 2020. november 26. 18:55 (20:55 MSK) |

| CSZKA Moszkva | 0–0         | Feyenoord |
| ------------- | ----------- | --------- |
|               | Jegyzőkönyv |           |

| VEB Aréna, Moszkva Játékvezető: Kristo Tohver (észt) |

| 2020. november 26. 18:55 |

| Wolfsberger AC | 0–3               | Dinamo Zagreb                         |
| -------------- | ----------------- | ------------------------------------- |
|                | (0–0) Jegyzőkönyv | Majer 60' Petković 75' Ivanušec 90+1' |

| Wörthersee Stadion, Klagenfurt Játékvezető: Serhiy Boyko (ukrán) |

| 2020. december 3. 18:55 (20:55 MSK) |

| CSZKA Moszkva | 0–1               | Wolfsberger AC |
| ------------- | ----------------- | -------------- |
|               | (0–1) Jegyzőkönyv | Vizinger 22'   |

| VEB Aréna, Moszkva Játékvezető: Nikola Dabanović (montenegrói) |

| 2020. december 3. 18:55 |

| Feyenoord | 0–2               | Dinamo Zagreb                       |
| --------- | ----------------- | ----------------------------------- |
|           | (0–1) Jegyzőkönyv | Petković 45+5' (11-esből) Majer 53' |

| De Kuip, Rotterdam Játékvezető: Chris Kavanagh (angol) |

| 2020. december 10. 21:00 |

| Dinamo Zagreb | –           | CSZKA Moszkva |
| ------------- | ----------- | ------------- |
|               | Jegyzőkönyv |               |

| Maksimir Stadion, Zágráb |

| 2020. december 10. 21:00 |

| Wolfsberger AC | –           | Feyenoord |
| -------------- | ----------- | --------- |
|                | Jegyzőkönyv |           |

|  |

### L csoport
| Hely. | Csapat          | M | Gy | D | V | G+ | G– | Gk  | P  | Továbbjutás                                |     | HOF | ZVE | LIB | GNT |
| ----- | --------------- | - | -- | - | - | -- | -- | --- | -- | ------------------------------------------ | --- | --- | --- | --- | --- |
| 1.    | 1899 Hoffenheim | 6 | 5  | 1 | 0 | 17 | 2  | +15 | 16 | Továbbjutott az egyenes kieséses szakaszba |     | —   | 2–0 | 5–0 | 4–1 |
| 2.    | Crvena zvezda   | 6 | 3  | 2 | 1 | 9  | 4  | +5  | 11 | Továbbjutott az egyenes kieséses szakaszba |     | 0–0 | —   | 5–1 | 2–1 |
| 3.    | Slovan Liberec  | 6 | 2  | 1 | 3 | 4  | 13 | −9  | 7  |                                            |     | 0–2 | 0–0 | —   | 1–0 |
| 4.    | Gent            | 6 | 0  | 0 | 6 | 4  | 15 | −11 | 0  |                                            | 1–4 | 0–2 | 1–2 | —   |     |

| 2020. október 22. 21:00 |

| 1899 Hoffenheim              | 2–0               | Crvena zvezda |
| ---------------------------- | ----------------- | ------------- |
| Baumgartner 64' Dabbur 90+3' | (0–0) Jegyzőkönyv |               |

| Rhein-Neckar-Arena, Sinsheim Játékvezető: Alejandro Hernández Hernández (spanyol) |

| 2020. október 22. 21:00 |

| Slovan Liberec | 1–0               | Gent |
| -------------- | ----------------- | ---- |
| Helal 29'      | (1–0) Jegyzőkönyv |      |

| Stadion u Nisy, Liberec Játékvezető: Manuel Schüttengruber (osztrák) |

| 2020. október 29. 18:55 |

| Gent              | 1–4               | 1899 Hoffenheim                                                   |
| ----------------- | ----------------- | ----------------------------------------------------------------- |
| Kleindienst 90+3' | (0–1) Jegyzőkönyv | Belfodil 36' (11-esből) Grillitsch 52' Gaćinović 73' Dabbur 90+4' |

| Ghelamco Arena, Gent Játékvezető: Sandro Schärer (svájci) |

| 2020. október 29. 18:55 |

| Crvena zvezda                                 | 5–1               | Slovan Liberec |
| --------------------------------------------- | ----------------- | -------------- |
| Ben 7' 22' Gajić 50' Katai 67' Falcinelli 70' | (2–1) Jegyzőkönyv | Matoušek 41'   |

| Rajko Mitić Stadion, Belgrád Játékvezető: Fábio Veríssimo (portugál) |

| 2020. november 5. 21:00 |

| Crvena zvezda | –           | Gent |
| ------------- | ----------- | ---- |
|               | Jegyzőkönyv |      |

| Rajko Mitić Stadion, Belgrád |

| 2020. november 5. 21:00 |

| 1899 Hoffenheim | –           | Slovan Liberec |
| --------------- | ----------- | -------------- |
|                 | Jegyzőkönyv |                |

| Rhein-Neckar-Arena, Sinsheim |

| 2020. november 26. 18:55 |

| Gent | –           | Crvena zvezda |
| ---- | ----------- | ------------- |
|      | Jegyzőkönyv |               |

| Ghelamco Arena, Gent |

| 2020. november 26. 18:55 |

| Slovan Liberec | –           | 1899 Hoffenheim |
| -------------- | ----------- | --------------- |
|                | Jegyzőkönyv |                 |

|  |

| 2020. december 3. 18:55 |

| Crvena zvezda | –           | 1899 Hoffenheim |
| ------------- | ----------- | --------------- |
|               | Jegyzőkönyv |                 |

| Rajko Mitić Stadion, Belgrád |

| 2020. december 3. 18:55 |

| Gent | –           | Slovan Liberec |
| ---- | ----------- | -------------- |
|      | Jegyzőkönyv |                |

| Ghelamco Arena, Gent |

| 2020. december 10. 21:00 |

| 1899 Hoffenheim | –           | Gent |
| --------------- | ----------- | ---- |
|                 | Jegyzőkönyv |      |

| Rhein-Neckar-Arena, Sinsheim |

| 2020. december 10. 21:00 |

| Slovan Liberec | –           | Crvena zvezda |
| -------------- | ----------- | ------------- |
|                | Jegyzőkönyv |               |

|  |